# Grinde
Grinde är en tätort i Tysværs kommun i Rogaland fylke i sydvästra Norge. Orten ligger där Europaväg 39 och Europaväg 134 möter fylkesväg 515, öster om staden Haugesund.
Tidigare har orten tillhört dåvarande Skjolds kommun.